# Бінев
Бінев (пол. Biniew) — село в Польщі, у гміні Острув-Велькопольський Островського повіту Великопольського воєводства.
Населення — 445 осіб (2011).

## Демографія
Демографічна структура станом на 31 березня 2011 року:
|          | Загалом | Допрацездатний вік | Працездатний вік | Постпрацездатний вік |
| -------- | ------- | ------------------ | ---------------- | -------------------- |
| Чоловіки | 206     | 35                 | 154              | 17                   |
| Жінки    | 239     | 44                 | 147              | 48                   |
| Разом    | 445     | 79                 | 301              | 65                   |